# Glypta orientalis
Glypta orientalis là một loài tò vò trong họ Ichneumonidae.